# اچ‌ام‌سی‌اس سی‌اچ-۱۴
اچ‌ام‌سی‌اس سی‌اچ-۱۴ (به انگلیسی: HMCS CH-14) یک زیردریایی بود که طول آن 45.8 m o/a بود. این زیردریایی در سال ۱۹۱۵ ساخته شد.